# Adenopterus bimaculatus
Adenopterus bimaculatus är en insektsart som beskrevs av Desutter-grandcolas 1997. Adenopterus bimaculatus ingår i släktet Adenopterus och familjen syrsor. Inga underarter finns listade i Catalogue of Life.